# 인지를리크 공군기지

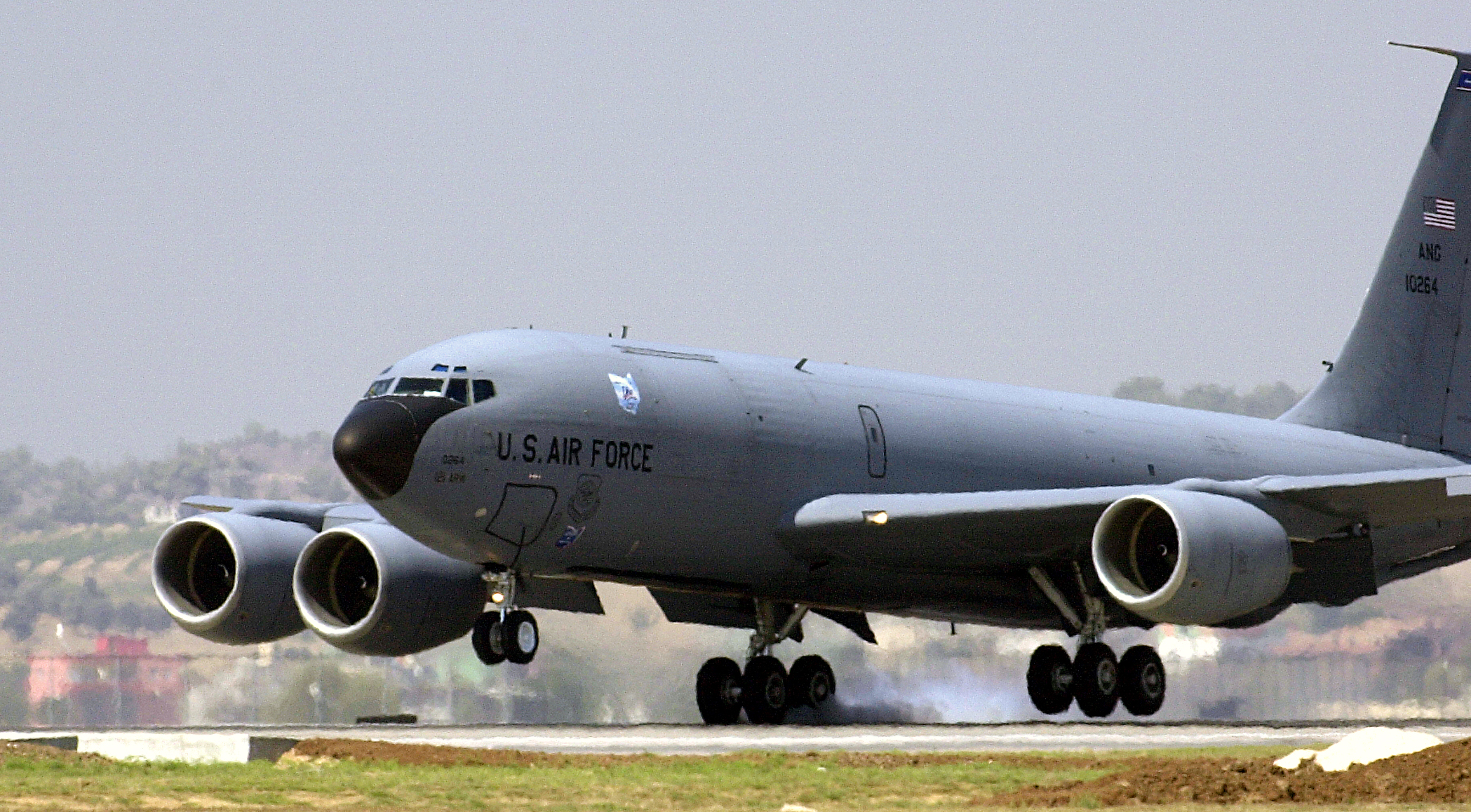
미공군 KC-135 공중급유기가 착륙중이다.

인시를릭 공군 기지(İncirlik Hava Üssü)는 튀르키예 아다나 주 아다나 인시를릭에서 동녁 8 km에 위치한 터키 공군의 공군 기지이다.
39 항공 기지단(39th Air Base Wing; 39 ABW)의 5천명과 수백명의 터키 공군이 주둔해 있으며, 잠시동안 영국 공군이 사용하기도 했었다.
3,048 m의 활주로 1개가 설치되어 있으며, 57개의 강화 셸터가 설치되어 있다.

## 역사
1943년 12월, 제2차 세계대전이 끝나고, 제2차 카이로 회담이 열리던 때에, 기지 건설이 결정되었다. 1951년 미국 공병대가 작업을 시작하였으며, 1954년 튀르키예와 미국간에 공동 사용 협정이 체결되었다. 미국 공군은 중,대형 폭격기의 중간 기착지로 고려했다. 1955년 아다나 공군기지라고 명명되었으나, 1958년 인시를릭 공군기지로 이름이 변경되었다.

## 핵무장
B61 핵폭탄을 장착한 터키 공군 전투기가 유일하게 배치되어 있는 곳이다. 평소에는 미군이 관리하며, 유사시 미국 대통령이 승인하면 터키 공군의 F-16 전투기에 장착된다. 독일 공군의 뷔셀 공군기지와 같은 방식이다. B61 핵폭탄은 이런 방식으로 튀르키예, 독일, 벨기에, 네덜란드, 이탈리아에 180발이 배치되어 있다. 미국 이외에는, 전세계에 유럽 5개국에만 배치되어 있다.
2015년 현재 나토 5개국은 미국과 핵무기 공유를 하여, B61 핵폭탄 240발이 배치되어 있다. 벨기에 클라이네 브로겔 공군기지 20기, 독일 뷔셀 공군 기지 20기, 네덜란드 볼켈 공군기지 20기, 이탈리아 아비아노 공군기지 50기, 게디 공군기지 40기, 튀르키예 인시를릭 공군 기지에 90기가 배치되어 있다. 유사시에 해당 공군기지에 배치된 미국 공군 핵무장대대가 협정국가 공군 전투기에 B61 핵폭탄을 장착해준다.

## 같이 보기
- 핵무기 공유